# Daniel Dubois (rugby à XV)
Pour les articles homonymes, voir Daniel Dubois.
Pas d'image ? Cliquez ici

a Compétitions nationales et continentales officielles uniquement.

b Matchs officiels uniquement.
 Daniel Dubois, né le 17 juin 1944 à Montivilliers et mort le 23 mai 2001 à Bordeaux, est un joueur français de rugby à XV qui a joué avec l'équipe de France et le CA Bègles au poste de troisième ligne aile. 

## Biographie
Dès sa jeunesse, il se révèle un très bon athlète puisqu'il est finaliste du championnat de France junior sur 400 mètres. Il joue au rugby en club avec le CA Bègles avec qui il atteint la finale du championnat de France en 1967. Lors de la saison  1968-69, il devient capitaine du club girondin et devient champion de France en battant le Stade toulousain en finale sur le score de 11 à 9. Il dispute un test match le 16 janvier 1971 contre l'équipe d'Écosse. C'est la seule sélection qu'il obtient dans toute sa carrière. En dehors, du rugby, il exerce la profession de cadre dans les bâtiments et travaux publics.

## Palmarès
Avec le Racing club de France
- Coupe Frantz Reichel :
  - Vainqueur (1) : 1963

Avec le CA Bègles
- Championnat de France de première division :
  - Champion (1) : 1969
  - Vice-champion (1) : 1967

## Statistiques en équipe nationale
- International junior
- International senior, Sélections en équipe nationale : 1
- Tournoi des Cinq Nations disputé : 1971